# 鄭在浩 (1960年)

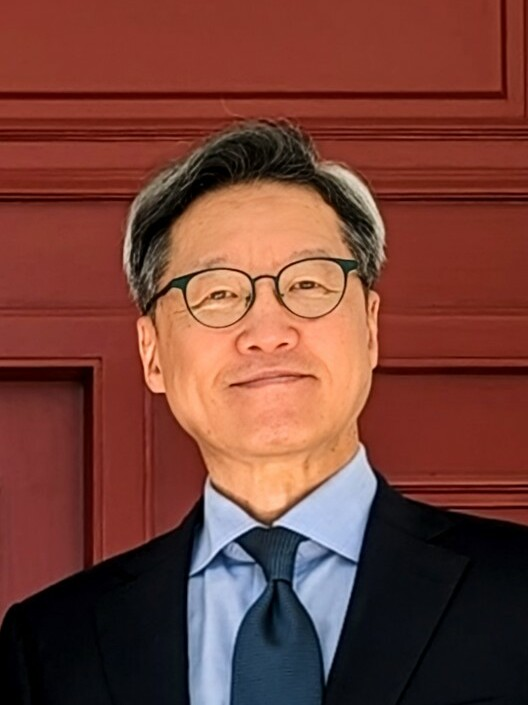
鄭在浩 - 2023年在美國駐華大使館會見時任美國駐華大使尼古拉斯·伯恩斯及時任日本駐華大使垂秀夫

鄭在浩（韩语：／，1960年6月27日—）是韓國一位精通中文的中国问题、中美关系专家，曾任第14任韓國駐華大使。

## 生平
鄭在浩獲得漢城大學（現首尔大学）国语教育系学士、布朗大学历史系硕士、密歇根大学政治学博士学位。
1993年7月至1996年2月間，鄭在浩至香港科技大学社會科學部擔任助理教授。1996年3月起至2004年2月間擔任漢城大學外交系助理教授、副教授，同時於2002年9月至2003年8月間在美國布魯金斯學會東亞政策研究中心（CNAPS）擔任研究員、2003年9月至2005年3月間亦擔任首爾大學國際問題研究所長。2005年3月至2022年7月間，他長期擔任首爾大學政治外交系外教學教授，期間於2007年9月至12月間赴中国人民大学擔任访问学者。2008年7月至2011年2月擔任首尔大学中国研究所所长。2013年3月至2022年2月擔任首尔大学亚洲研究所中美关系研究中心所长，並出版《生存的十字路口：21世纪中美关系与韩国》等著作。2022年，尹锡悦任命郑在浩接替張夏成擔任第14任韓國驻华大使，人事令於7月15日經韓國外交部公布。2025年1月31日離任回國。